# Prendre le large (comédie musicale)
Pour les articles homonymes, voir Prendre le large.
 (janvier 2022).
La mise en forme du texte ne suit pas les recommandations de Wikipédia : il faut le « wikifier ».
Les points d'amélioration suivants sont les cas les plus fréquents. Le détail des points à revoir est peut-être précisé sur la page de discussion.
- Les titres sont pré-formatés par le logiciel. Ils ne sont ni en capitales, ni en gras.
- Le texte ne doit pas être écrit en capitales (les noms de famille non plus), ni en gras, ni en italique, ni en « petit »…
- Le gras n'est utilisé que pour surligner le titre de l'article dans l'introduction, une seule fois.
- L'italique est rarement utilisé : mots en langue étrangère, titres d'œuvres, noms de bateaux, etc.
- Les citations ne sont pas en italique mais en corps de texte normal. Elles sont entourées par des guillemets français : « et ».
- Les listes à puces sont à éviter, des paragraphes rédigés étant largement préférés. Les tableaux sont à réserver à la présentation de données structurées (résultats, etc.).
- Les appels de note de bas de page (petits chiffres en exposant, introduits par l'outil «  Source ») sont à placer entre la fin de phrase et le point final[comme ça].
- Les liens internes (vers d'autres articles de Wikipédia) sont à choisir avec parcimonie. Créez des liens vers des articles approfondissant le sujet. Les termes génériques sans rapport avec le sujet sont à éviter, ainsi que les répétitions de liens vers un même terme.
- Les liens externes sont à placer uniquement dans une section « Liens externes », à la fin de l'article. Ces liens sont à choisir avec parcimonie suivant les règles définies. Si un lien sert de source à l'article, son insertion dans le texte est à faire par les notes de bas de page.
- La présentation des références doit suivre les conventions bibliographiques. Il est recommandé d'utiliser les modèles {{Ouvrage}}, {{Chapitre}}, {{Article}}, {{Lien web}} et/ou {{Bibliographie}}. Le mode d'édition visuel peut mettre en forme automatiquement les références.
- Insérer une infobox (cadre d'informations à droite) n'est pas obligatoire pour parachever la mise en page.

Pour une aide détaillée, merci de consulter Aide:Wikification.
Si vous pensez que ces points ont été résolus, vous pouvez retirer ce bandeau et améliorer la mise en forme d'un autre article.
Prendre le large (Sail Away) est une comédie musicale dont le livret, la musique et les paroles sont signés Noël Coward. Ce spectacle était la dernière comédie musicale pour laquelle Coward a écrit à la fois le livret et la musique ; bien qu'il ait écrit la musique pour un dernier spectacle en 1963. L'histoire tourne autour de Mimi Paragon, une Américaine divorcée, effrontée et audacieuse ; qui travaille comme hôtesse sur un paquebot de croisière britannique. La comédie musicale a été jouée à Broadway (1961), dans le West End (1962) et a été reprise depuis.

## Contexte
Elaine Stritch a commencé dans le spectacle dans un « rôle relativement petit et n’a été promue au premier rôle et à la majorité des meilleures chansons que lorsqu’on a estimé que la femme interprétant le premier rôle… bien qu’excellente, avait un style trop opératique pour une comédie musicale. ». Lors de castings en dehors de la ville, à Boston, Coward n’était « pas certain des talents de comédie » de l’une des protagonistes, la chanteuse d’opéra Jean Fenn. « Après tout, elles étaient engagées pour leur voix et… c’est de la folie d’attendre, de deux chanteuses, qu’elles jouent de subtiles scènes d’amour de Noel Coward, avec les valeurs adéquates ; tout en chantant ». Joe Layton a proposé « Que se passerait-il si … nous éliminions tout simplement le rôle de Fenn et donnions tout à Stritch ? … Le spectacle était très démodé et, ce qui fonctionnait, c’était Elaine Stritch … à chaque fois qu’elle montait sur scène, [elle] faisait sensation ». La réadaptation de « Prendre le large » … a été jouée pour la première fois à New York le 3 Octobre. ».
Selon Ben Brantley, « Coward a écrit dans son journal que Mme Stritch chantait « d’une manière si émouvante, que j’en ai presque pleuré ». Il a continué en parlant de faire d’elle la vedette du spectacle. « Cela ne fait aucun doute. J’ai pris la bonne décision. ».